# Jerusalemkorridoren
Jerusalemkorridoren är en smal landremsa av typen korridor i Israel.  Den ligger i distriktet Jerusalem, i den nordöstra delen av landet. Korridoren skapades 1948, efter staten Israels bildande. Den omgavs då av Jordanien i norr och söder, genom det område som senare omvandlats till den palestinska Västbanken. Genom Israels ockupation av delar av Västbanken kontrollerar man numera ett vidare område än den ursprungliga korridoren. 